# 김기태 (1968년)
김기태(1968년 1월 1일 ~ )은 대한민국의 가수이다.

## 학력
- 서라벌대학교 실내건축학과 졸업

## 수상
- 1995년 공단가요제 금상 수상
- 1992년 오륙도 가요제 금상 수상, 작곡상

## 데뷔
- 2006년 1집 앨범 "님아 님아 님아"

## 음반
- 2009년 나쁜 여자야
- 2006년 그래 그래요
- 2006년 1집 님아 님아 님아 / 노총각 노처녀